# Комбль
Комбль (фр. Combles) — коммуна на севере Франции, регион О-де-Франс, департамент Сомма, округ Перон, кантон Перон. Расположена в 44 км к северо-востоку от Амьена и в 1 км от автомагистрали А1 "Нор".
Население (2014) — 815 человек.

## Экономика
Уровень безработицы (2017) — 19,2 % (Франция в целом — 13,4 %, департамент Сомма — 15,9 %). 

Среднегодовой доход на 1 человека, евро (2018) — 19 910 (Франция в целом — 21 730, департамент Сомма — 20 320).

## Администрация
Администрацию Комбля с 2020 года возглавляет Бетти Сорель (Betty Sorel).

## Демография
Динамика численности населения, чел.